# 謝菲爾德 (愛荷華州)
謝菲爾德（英語：Sheffield）是一個位於美國愛荷華州富蘭克林縣的城市。

## 地理
謝菲爾德的座標為42°53′37″N 93°13′01″W / 42.89361°N 93.21694°W，而該地的平均海拔高度為328米（即1076英尺）。

## 人口
根據2010年美國人口普查的數據，謝菲爾德的面積為14.45平方千米，當中陸地面積為14.37平方千米，而水域面積為0.08平方千米。當地共有人口1172人，而人口密度為每平方千米81人。